# Limbadi
Limbadi község (comune) Olaszország Calabria régiójában, Vibo Valentia megyében.

## Fekvése
A megye délnyugati részén fekszik, a Monte Poro déli oldalán. Határai: Candidoni, Nicotera, Rombiolo, San Calogero és Spilinga.

## Története
A középkori település teljesen elpusztult az 1783-as calabriai földrengésben, de újjáépítették. 1830-ban vált önálló községgé. A fasizmus idején egy börtön működött a településen, ahol közel negyven politikai fogoly raboskodott.

## Népessége
A népesség számának alakulása:

## Főbb látnivalói
- Villa Cafaro
- Palazzo Gabrielli
- Santa Croce-szentély
- San Pantaleone-templom
- San Nicola De Legistis-templom
- *Maria SS. della Neve-templom
- Maria SS. Addolorata-templom